# 小川乡站
小川乡站（日语：／ Ogawagō eki */?）位于日本福岛县磐城市小川町高萩字小路尻，是东日本旅客铁道（JR東日本）管辖的磐越东线上的鐵路車站。

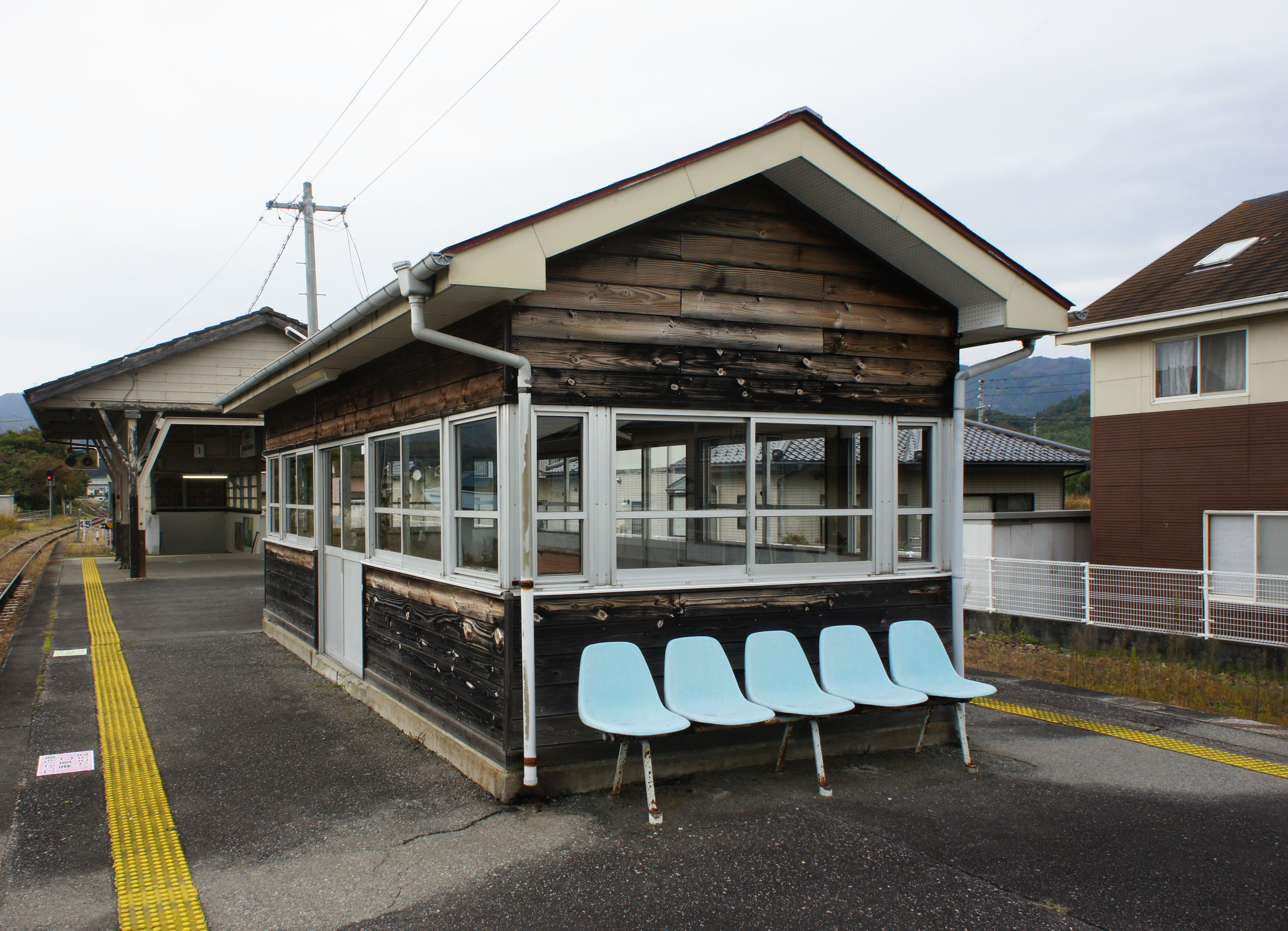
候車室（2021年10月）

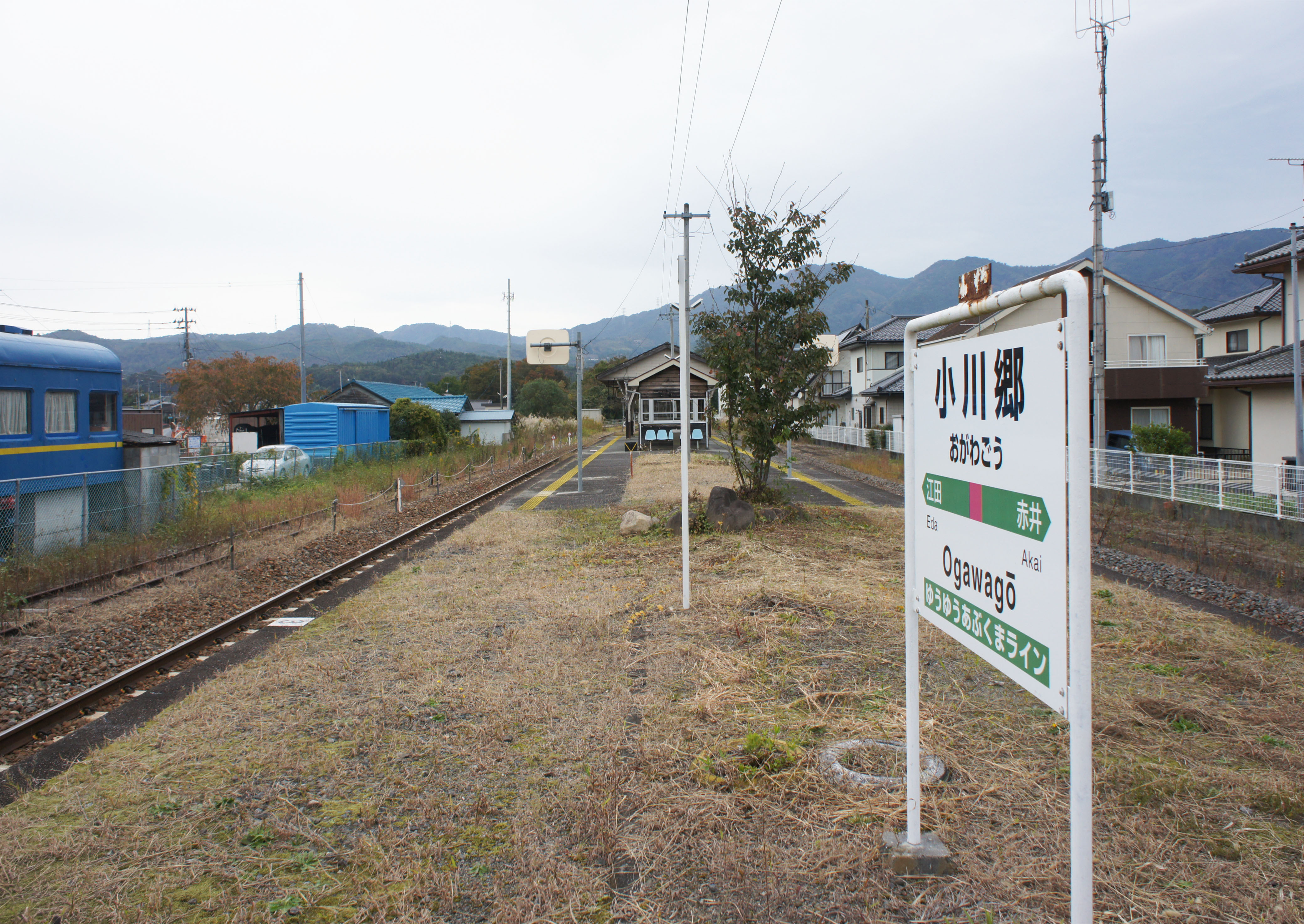
月台（2021年10月）

## 历史
- 1915年7月10日 - 车站投入运营[1]。
- 1972年10月2日 - 专用线停用，停止办理货运业务。
- 1985年7月1日 - 随车托运业务停办。
- 1987年4月1日 - 国铁分割民营化后成为JR东日本车站。
- 1989年3月11日 - 无人化改造。
- 2016年4月1日 - 三春站业务委托化，管理站变更为郡山站[1]。

## 车站结构
本站為岛式站台1台2线的地上车站。本站拥有大型木造站房，但现在为郡山站管理的无人车站，站房被当做画廊。

### 站台配置
| 站台 | 路线      | 方向 | 目的地                   | 备注                 |
| ---- | --------- | ---- | ------------------------ | -------------------- |
| 1    | ■磐越东线 | 下行 | 小野新町、三春、郡山方向 | 本站始发列车停靠站台 |
| 2    | ■磐越东线 | 上行 | 磐城方向                 |                      |

- 由于1、2股道都有上行和下行发车信号机，因而都可以折返运行

## 相鄰車站
東日本旅客鐵道
■磐越东線
赤井－小川乡－江田